# Kalkidan Fentie
Pour les articles homonymes, voir Fentie.
Kalkidan Fentie (née le 9 mai 1998) est une athlète éthiopienne, spécialiste des courses de fond.

## Biographie
En 2016, elle remporte la médaille d'or du 5 000 mètres lors des championnats du monde juniors, à Bydgoszcz, en 15 min 29 s 64.

### Palmarès
| Date | Compétition                   | Lieu      | Résultat | Épreuve | Performance    |
| ---- | ----------------------------- | --------- | -------- | ------- | -------------- |
| 2016 | Championnats du monde juniors | Bydgoszcz | 1re      | 5 000 m | 15 min 29 s 64 |

### Records
| Épreuve | Performance    | Lieu      | Date            |
| ------- | -------------- | --------- | --------------- |
| 5 000 m | 15 min 29 s 64 | Bydgoszcz | 23 juillet 2016 |